# ناحیه تورتل لیک، شهرستان بلترمی، مینه‌سوتا
ناحیه تورتل لیک، شهرستان بلترمی، مینه‌سوتا (به انگلیسی: Turtle Lake Township, Beltrami County, Minnesota) یک منطقهٔ مسکونی در ایالات متحده آمریکا است که در مینه‌سوتا واقع شده‌است.

## خصوصیات
ناحیه تورتل لیک ۹۳٫۷ کیلومترمربع مساحت و ۱٬۱۹۵ نفر جمعیت دارد و ۴۱۰ متر بالاتر از سطح دریا واقع شده‌است.